# Maorysi Wysp Cooka
Maorysi Wysp Cooka, zwani również Polinezyjczykami Wysp Cooka – 6 grup etnicznych Polinezyjczyków mieszkających na 15 wyspach należących do Wysp Cooka – terytorium stowarzyszonego Nowej Zelandii. Oddzielne, ale bliskie sobie kulturowo grupy etniczne tworzą mieszkańcy wysp: Rarotonga (razem z mieszkańcami wysp: Mitiaro, Mauke i Atiu), Aitutaki, Mangaia, Manihiki-Rakahanga, Penrhyn, Pukapuka. Na Wyspach Cooka mieszka 18 740 Maorysów (2007), około 22 tys. wyemigrowało do Nowej Zelandii. Maorysi Wysp Cooka używają języków polinezyjskich z gałęzi oceanicznej wielkiej rodziny języków austronezyjskich. Pod względem religijnym są protestantami (85%) i katolikami (12%), niewielka liczba wyznaje bahaizm.